# Günter Spinner
Günter Spinner (* 6. August 1972 in Oppenau) ist ein deutscher Jurist und seit dem 1. Juni 2011 Richter am Bundesarbeitsgericht.
Spinner schloss seine  juristische Ausbildung 1999 in Stuttgart  mit dem Zweiten Staatsexamen ab. Mit der Dissertation Die vereinbarte Betriebsverfassung. Ein Vergleich verschiedener Vereinbarungen zur Organisation der Betriebsverfassung wurde er 2000 an der Albert-Ludwigs-Universität Freiburg promoviert. Für die Dissertation wurde er im selben Jahr mit dem Südwestmetallpreis ausgezeichnet. In Baden-Württemberg war er als Richter an Arbeitsgerichten, darunter das Arbeitsgericht Karlsruhe, sowie am Landesarbeitsgericht tätig. Spinner war von  2006 bis 2008 als wissenschaftlicher Mitarbeiter an das Bundesarbeitsgericht  abgeordnet. 2010 wurde er zum Vizepräsidenten des Arbeitsgerichts Stuttgart ernannt.
Im März 2011 wurde er zum Richter am Bundesarbeitsgericht gewählt. Seit 2018 ist er Honorarprofessor an der Albert-Ludwigs-Universität Freiburg. Seit dem 1. September 2023 ist er Vorsitzender Richter des 8. Senats. Spinner wurde im Mai 2025 einstimmig vom Plenum des Bundesverfassungsgerichts für die Wahl von Richtern des Bundesverfassungsgerichts 2025 vorgeschlagen. Die CDU/CSU-Fraktion im Deutschen Bundestag schloss sich dem Vorschlag an.
Mit Manfred Löwisch verfasste Spinner einen Kommentar zum Kündigungsschutzgesetz (2006). Außerdem war er Mitautor von Neues Kostenrecht (2004), Zukunft der Arbeitsgerichtsbarkeit (2005) und Bearbeiter von Die vereinbarte Betriebsverfassung (2000).